# Marcello Marchesi

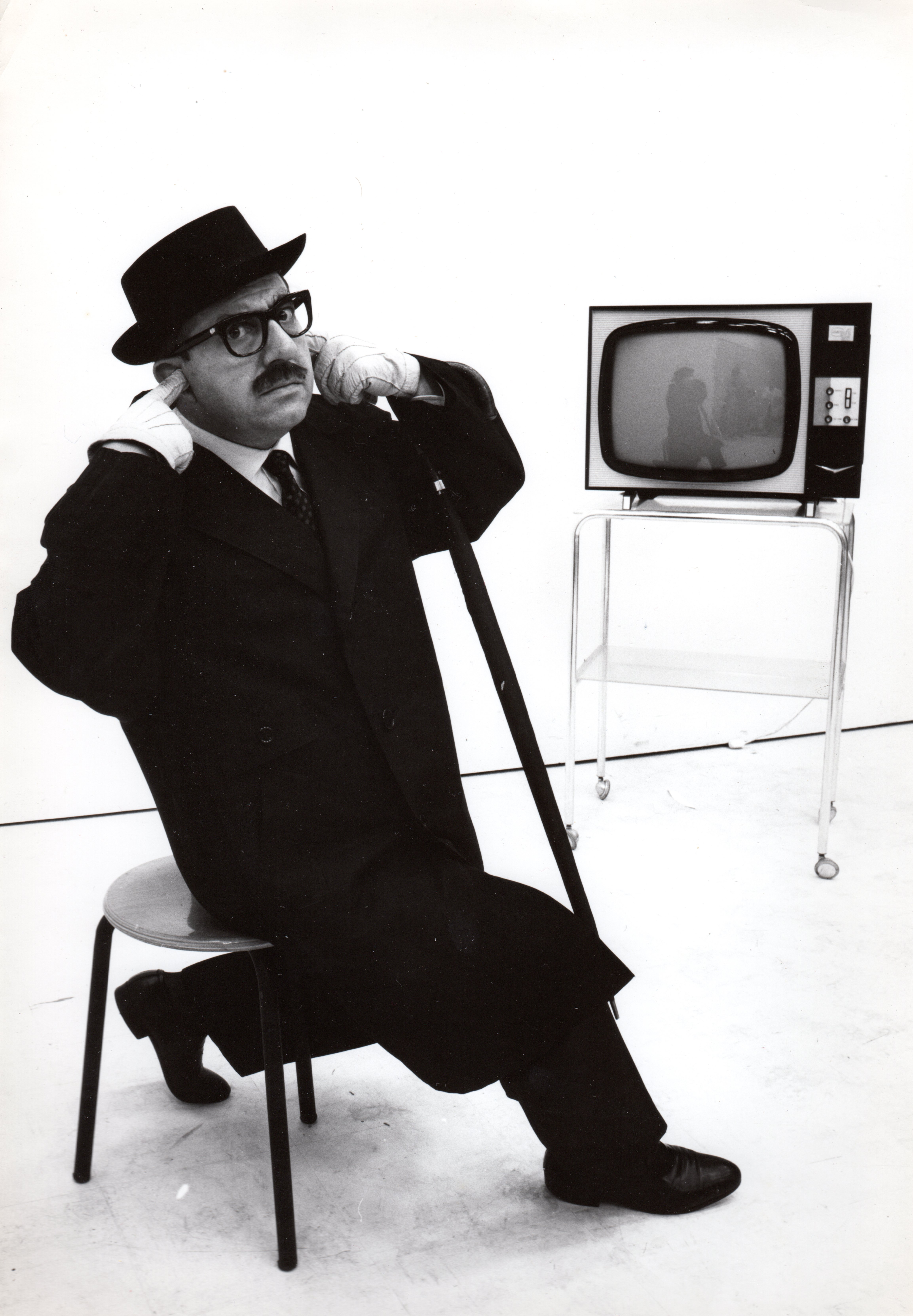
Marcello Marchesi

Marcello Marchesi (* 4. April 1912 in Rom; † 18. Juli 1978 in Cabras) war ein italienischer Drehbuchautor und Filmregisseur.

## Leben
Marchesi schrieb als Humorist für etliche Magazine wie „Il Bertoldo“ und „Marc'Aurelio“, wo er auch Vittorio Metz kennenlernte, mit dem zusammen er fortan ein schreibendes Duo bildete. So entstanden zahlreiche Geschichten, viele Radiosendungen und zahlreiche in Werbe- und Theatersprache übergegangene Sinnsprüche. Für die Bühne schrieben Marchesi und Metz auch Stücke wie „Non c'è niente il male“, „Ritorna Za Bum“, „Riviera Follies“ oder „Sayonara Butterfly“, die mit großem Erfolg von Bühnenstars wie Riccardo Billi und Mario Riva, Ugo Tognazzi, Walter Chiari oder Gino Bramieri aufgeführt wurden. Für das Fernsehen war das Duo ebenso aktiv wie für Kabarettbühnen. Von 1939 an schrieb Marchesi, nahezu immer und wie gewohnt zusammen mit Metz, annähernd siebzig Drehbücher, von denen beide fünf auch in eigener Regie inszenierten.
Marchesi verstarb bei einem Badeunfall in Sardinien.

## Filmografie (Auswahl)
- 1939: Imputato alzatevi!
- 1950: Totò als Scheich (Totò sceicco)
- 1951: Era lui… si! si! (& Co-Regie)
- 1951: Io sono il Capataz
- 1952: Zorro, der Held (Il sogno di Zorro)
- 1957: Mein Allerwertester (Totò, Vittorio e la dottoressa)
- 1957: Susanna süß wie Sahne (Susanna tutta panna)
- 1961: Unser Bursche, der Herr Professor (Gli attendenti)
- 1977: Valentina, una ragazza che ha fretta (Fernsehfilm)